# Mantispa amabilis
Mantispa amabilis är en insektsart som beskrevs av Gerstaecker 1894. Mantispa amabilis ingår i släktet Mantispa och familjen fångsländor. Inga underarter finns listade i Catalogue of Life.